# Listowel
Listowel (irl: Lios Tuathail) – miasto w Irlandii, w prowincji Munster, w hrabstwie Kerry, nad rzeką Feale. W 2011 liczyło 4205 mieszkańców.
Miasto jest często opisywane jako Literacka Stolica Irlandii.